# Busy (singel)
„Busy” – to czwarty singel angielskiego wokalisty Olly’ego Mursa z płyty Olly Murs.
Zarówno autorami, jak i producentami muzycznymi piosenki są Adam Argyle, Martin Brammer oraz sam Olly Murs. Do singla został nakręcony teledysk.

## Listy utworów i formaty singla
Digital download:
1. „Busy” - 2:59
2. „Takes a Lot” - 3:00
3. „Please Don't Let Me Go” (Acoustic) - 3:21
4. „Busy” (Music video) - 2:58

## Notowania singla
| Lista przebojów (2011)                   | Pozycja |
| ---------------------------------------- | ------- |
| UK Singles (The Official Charts Company) | 45      |